# Клаус Рідель
Клаус Рідель (2 серпня 1907 — 4 серпня 1944) — німецький піонер ракетної техніки. Брав участь у багатьох ранніх експериментах з ракетами на рідкому паливі, працював над створенням балістичної ракети Фау-2 (V-2) в Пенемюнде.
Народився в Вільгельмсхафен в сім'ї морського офіцера. Його мати померла, коли йому було дванадцять років, батько помер два роки потому. Виховувався бабусею.
Навчався на механіка в Технічному університеті Берліна і одночасно працював. Після прослуховування в Берліні публічної лекції по ракетній техніці Рудольфа Небеля від імені аматорського товариства Verein für Raumschiffahrt (VfR, Товариство міжпланетних сполучень) одразу приєднався до групи. Надав ферму своєї сім'ї для використання як випробувального полігону.
Після розформування VfR в 1933 році, Рідель був запрошений Вернером фон Брауном приєднатися до нього в військовій ракетній програмі. Він погодився і працював з Пенемюнде, коли команда переїхала туди. Був керівником випробувальної лабораторії і займався, в основному, розробкою мобільного допоміжного обладнання для Фау-2.
Загинув в автомобільній аварії через два дні після свого тридцять сьомого дня народження.
Існує пам'ятник і невеликий музей Клауса Ріделя, в 1970 році кратер на Місяці названий на його та Вальтера Ріделя честь.

## Нагороди
- Хрест Воєнних заслуг 2-го і 1-го класу з мечами
- Лицарський хрест Хреста Воєнних заслуг з мечами (1 вересня 1944; посмертно)